# Eskorbuto
Eskorbuto (« scorbut » en basque) est un groupe de punk basque espagnol, originaire de Santurtzi, Pays basque. Il est l'un des premiers groupes du genre en Espagne. Le groupe apparaît plus activement durant les années 1980.

## Biographie

### Débuts (1980–1983)
Eskorbuto est formé en 1980, à Nervión, Santurtzi. Inspirés par l'explosion du punk rock en 1977, ils se forment en 1980, la formation comprend Iosu Expósito à la guitare et au chant (proclamé fan des Who, The Kinks, The Rolling Stones et des Sex Pistols) et Juanma Suarez à la basse et au chant (qui n'écoutait pas vraiment de musique), plus tard rejoints par Pako Galán à la batterie. Ils donnent leur premier concert devant des enfants de 10 ans.
En août 1982, le groupe part à Madrid pour enregistrer sa première démo. Ils voyagent à bord d'une vieille Fiat 124 qu'ils vendront pour « 3000 pesetas ». Ils signent au label indépendant Spansuls Records auquel ils enregistrent leur premier single. À cette période, le punk espagnol se consacrait à des sujets humoristiques, mais le groupe décidera de se consacrer à des sujets tabous avec leur single Mucha Policía, Poca Diversión, qui comprend les chansons Mucha Policía, Poca Diversión, Mi Degeneración et nterrado Vivo.

### Eskizofreniaet autres (1984–1992)
En été 1983, ils reviennent à Madrid pour une nouvelle démo comprenant E.T.A., Escupe A la bandera, Maldito país (España), Iros a la mierda. Seulement, Eskorbuto sera appréhendé par la police qui les accuseront d'inciter à la haine. Ils seront en garde à vue pendant 36 heures. Ils écriront plus tard trois nouvelles chansons : Ratas en biskaia, Soldados, Dios, patria y rey, enregistrées pour leur premier EP, Zona Norte Especial, partagé avec le groupe RIP et publié chez Spansuls Records en 1984. À cause d'une mauvaise distribution, l'EP n'est plus édité. À cause de leur chanson A la mierda el país vasco, ils sont considérés comme des « traitres », et gagnent en mauvaise réputation dans un Pays basque nationaliste.
En 1985, ils publient leur premier album studio, Eskizofrenia, au label Twins, basé à Madrid. Il comprend 18 chansons enregistrées entre 1980 et 1984. Cependant, le label Twins disparaît en 1987 après que leur album ait été réédité par Discos Suicidas. La même année, ils jouent un concert à Hernani, avec La Polla Records et Cicatriz.
Jose Mari Blasco créditera le terme Rock Radical Vasco et lancera le label Soñua, qui produira La Polla Records, Hertzainak, et Barricada. Ils sont par la suite censurés dans les médias. Le groupe se sépare en 1992.

### Retour (depuis 2015)
Pako Galán annonce leur retour avec Ali Kalaña (bassiste sur Kalaña et Dekadencia) et Naty Penadas (membre de Penadas por la Ley) avec un nouveau single, Censurados, publié en juin 2016.

## Membres

### Membres actuels
- Naty Penadas - guitare, chœurs (depuis 2016)
- Ali Kalaña - basse, chant (1995-1999, depuis 2016)
- Pako (ou Paco, Francisco) Galán - batterie (1982–1999, depuis 2015)

### Anciens membres
- Gugu - batterie (1980-1983)
- Laiky - basse (1980-1982)
- Juan Maria (ou Juanma) Suárez - basse (1982), voix (jusque le 8 octobre 1992)
- Jose (ou Iosu) Expósito - guitare, voix (1960-1992)

## Discographie
- 1982 : Primeros ensayos
- 1983 : Jodiéndolo Todo
- 1984 : Que Corra La Sangre
- 1984 : Zona Especial Norte
- 1985 : Eskizofrenia
- 1986 : Anti todo
- 1986 : Ya no quedan más cojones, Eskorbuto a las elecciones
- 1986 : Impuesto revolucionario
- 1987 : Los demenciales chicos acelerados
- 1988 : Las más macabras de las vidas
- 1991 : Demasiados enemigos
- 1994 : Aki no keda ni Dios
- 1996 : Kalaña
- 1998 : Dekadencia